# Гайзер, Вячеслав Михайлович
Вячесла́в Миха́йлович Га́йзер (коми Гайзер Миш Вечӧ; род. 28 декабря 1966, Инта, Коми АССР, РСФСР, СССР) — российский государственный и политический деятель. Министр финансов Республики Коми с 22 июля 2003 по 15 января 2010. Глава Республики Коми с 15 января 2010 по 30 сентября 2015 (врио 14 января — 19 сентября 2014).
До сентября 2015 года являлся членом Высшего совета партии «Единая Россия». 19 сентября 2015 был обвинён в организации преступного сообщества и отправлен под арест, после чего был освобождён президентом России Владимиром Путиным от должности в связи с утратой доверия.
10 июня 2019 года суд приговорил Гайзера к 11 годам лишения свободы в колонии строгого режима и штрафу в 160 млн рублей.

## Биография
Вячеслав Гайзер родился 28 декабря 1966 года в Инте. О своих родителях Михаиле Иосифовиче (Иосиповиче) Гайзере и Нине Николаевне Оботуровой в одном из интервью он рассказал: «Мать — местная, из Прилузья, отец — из высланных немцев. Всю жизнь он проработал на шахте, а мама — в школе». Отец как немец был выслан с семьёй на спецпоселение из Николаевской области в 1945 году, работал на горно-обогатительной фабрике шахты «Интинская»; мать, уроженка Объячево, преподавала химию и биологию в интинской школе № 6, где учился её сын Дед Гайзера со стороны матери, Николай Тихонович Оботуров (уроженец Лоймы), погиб во время Великой Отечественной войны, бабушка Парасковья Егоровна Оботурова жила в Сыктывкаре.
В 1985—1987 годах Гайзер проходил службу в войсках противовоздушной обороны.

## Карьера
В 1991 году Гайзер окончил Московский экономико-статистический институт по специальности «Автоматизированные системы управления». Позже он вспоминал:

Учась на пятом курсе, я прошёл конкурсный отбор в банк Менатеп и стажировался там. Это был самый конец 1980-х — начало 1990-х годов. Тогда в Москве как раз начали появляться первые коммерческие банки. Потом мне предложили поехать на родину и принять участие в открытии филиала этого банка. Так я оказался в Сыктывкаре.— В. М. Гайзер
На одной из пресс-конференций, прошедшей в 2013 году, Гайзер сказал: «Я приехал после учёбы в Москве, я был никто и фамилия моя — никак. Дяди-миллионера у меня не было. Из моего класса на учёбу в другие города уехали 25 человек, вернулись в республику шестеро. Многие успешно себя здесь реализовали». С 1991 года Гайзер являлся экспертом сектора региональных представительств, заместителем управляющего Сыктывкарского филиала Акционерного коммерческого инновационного банка научно-технического прогресса «Менатеп», а с 1993 года — начальником отдела частных вкладов, вице-президентом Акционерного коммерческого банка «Комибанк».
С 1996 года Гайзер занимал должности заместителя председателя, председателя правления коммерческого банка «Коми социальный банк». В 1999 году он окончил Московский государственный университет экономики, статистики и информатики по специальности «Финансы и кредит».

### На государственной службе
Политикой Гайзер занялся не позже начала 2000-х годов. По данным СМИ, именно Комисоцбанк финансировал в 2001 году победу на выборах главы Республики Коми Владимира Торлопова. Вскоре после вступления последнего в должность (2002 год) Гайзер стал первым заместителем регионального министра финансов. 22 июля 2003 года он был назначен главой Минфина, 27 мая 2004 года — заместителем, а 22 мая 2009 года — первым заместителем главы республики. В 2010 году согласно представлению президента Дмитрия Медведева Государственный совет Республики Коми утвердил кандидатуру Гайзера на пост главы региона. Своего предшественника и бывшего непосредственного руководителя Владимира Торлопова Гайзер назначил членом Совета Федерации от Республики Коми.
Параллельно, с 18 декабря 2010 по 5 июля 2011 годов, Гайзер был членом президиума Государственного совета РФ. 4 декабря 2011 года он был избран депутатом Госдумы России как первый в региональной группе «Единой России», но передал мандат третьему в списке Владимиру Поневежскому, бывшему с ноября 2008 года прокурором Республики Коми. Четвёртый же в списке, Евгений Самойлов (позже наряду с Гайзером ставший фигурантом уголовного дела), был делегирован в Совет Федерации.
В 2014 году, когда срок полномочий Гайзера истёк, президент Путин назначил его временно исполняющим обязанности главы республики. Гайзер выдвинул свою кандидатуру на выборах сентября 2014 года и по результатам голосования занял первое место: за него проголосовало 78,97 %. В сентябре 2015 года он возглавил тройку «Единой России» на выборах в Государственный совет Республики Коми, и партия власти набрала 58 % голосов.
30 сентября 2015 года полномочия Гайзера как главы Коми были прекращены президентом Путиным в связи с утратой доверия.

### «Дело Гайзера»
18 сентября 2015 года управление по расследованию особо важных дел Следственного комитета России возбудило в отношении Гайзера и ещё 18 человек уголовное дело по статьям 210 (преступное сообщество) и 159 (мошенничество) УК РФ. Следователи пришли к выводу о том, что в регионе уже много лет существует преступная группа, включающая многих представителей власти; эти люди вкладывали бюджетные деньги в перспективные предприятия, которые потом продавались аффилированным фирмам, а средства выводились в офшоры. Фигурантами дела стали глава региона, а также его заместитель Алексей Чернов, спикер Госсовета Коми Игорь Ковзель и ряд других чиновников, а осенью 2016 года к ним присоединился сенатор Торлопов.
19 сентября 2015 года Гайзер был задержан и доставлен в Москву. При обыске в его личном кабинете были обнаружены документы на офшорные компании на территории Кипра и Сейшельских Островов, крупная сумма денег, часы стоимостью около миллиона долларов и проекты по приобретению самолётов Bombardier и Hawker. На следующий день он был арестован до 18 ноября. Официальный представитель СК РФ Владимир Маркин говорил о «международном характере» преступлений, инкриминируемых Гайзеру и другим обвиняемым. Из здания суда Гайзер был доставлен в СИЗО «Лефортово». Адвокат Гайзера заявил о непричастности своего подзащитного к офшорным схемам, а часы, по его словам, «стоят копейки».
Политолог Александр Кынев отметил, что «в Коми за последние годы был сформирован ярко выраженный авторитарный режим без сдержек и противовесов. Не исключено, что ощущение чувства всевластия могло сыграть с властями региона злую шутку, и они элементарно потеряли чувство меры. При этом центру сегодня выгодно антикоррупционное дело в имиджевых целях после скандалов с УДО Евгении Васильевой, различными разоблачениями от Алексея Навального». Спустя четыре года Кынев отметил, что Республика Коми превратилась при Гайзере «в самый жёсткий авторитарный регион российского Северо-Запада», так что исход был закономерным.
По мнению некоторых экспертов, арест Гайзера был ударом по главе компании «Ренова» Виктору Вексельбергу. Некоторые, наоборот, связывают арест с его политической деятельностью и приписывают этому показательное значение (так как все мероприятия проводились с максимальной оглаской).
Через несколько дней после задержания губернатора в прессе появились сообщения, расширяющие высказанную ранее Маркиным информацию о возможном международном характере преступлений. В частности, сообщалось, что предполагаемый участник организованного преступного сообщества, известный в Коми предприниматель Валерий Веселов мог участвовать в итало-российской мошеннической схеме по выводу активов и отмыванию средств через деревообрабатывающую компанию Safwood.
Гайзер заявил о готовности сотрудничать со следствием и давать развернутые показания, потому что считает себя невиновным и готов это доказать. По его словам, крупные суммы, изъятые в его кабинете, — это зарплата за несколько месяцев, которую он не тратил, а складывал в сейф. Глава Коми рассказал, что он не имел никакого отношения к сделкам и юридическим лицам, фигурирующим в уголовном деле.
В интервью «Известиям» адвокат Гайзера сообщил:
— Все эти сделки проходили в 2006–2010 годах и неоднократно проверялись различными структурами, но никто их никогда не оспаривал. Если кто-то считает, что было что-то нарушено, то пусть обжалует сделки в суде и вернет предприятия в собственность государства. К тому же предприятия были приватизированы еще до того, как Гайзер возглавил Коми.
16 ноября 2015 года Басманный суд Москвы продлил срок ареста в отношении Гайзера до середины марта. В дальнейшем мера пресечения продлевалась ещё несколько раз, вплоть до вынесения приговора. Гайзер и его адвокаты заявляли протест. Они утверждали, что следствие предоставляет суду недостоверную информацию о зарубежных активах Гайзера, о его «пресловутых богатствах» и о том, что за границей живёт его дочь; по словам защитника, следователи не предлагали никаких новых доказательств вины подсудимого, который к тому же содержался в одной камере с террористом. Однако суд соглашался с доводами следователя о том, что на свободе бывший глава республики сможет воспрепятствовать расследованию. «Он имеет возможность лоббировать решения, направленные против свидетелей, значительный административный ресурс, знакомства с рядом высокопоставленных лиц, в том числе среди сотрудников правоохранительных органов и в финансовой среде», — сказано в одном из ходатайств следователя о продлении ареста.
Продлевались и сроки следствия. 25 марта 2016 года Владимир Маркин заявил, что Гайзер отказывается сотрудничать со следствием и не дает показания, тогда как десять других фигурантов дела дают подробные показания. Он также отметил, что ущерб от действий так называемой преступной группы составил не менее 1 миллиарда рублей. При обысках у участников группы было обнаружено 150 часов стоимостью от $30 тысяч до $1 миллиона, изъято 50 печатей юридических лиц, задействованных в офшорных схемах, арестованы банковские счета, изъято денег на сумму 500 миллионов рублей. 27 января 2017 года Следком сообщил, что ущерб от действий ОПГ, возглавляемой Вячеславом Гайзером, Владимиром Торлоповым, Александром Зарубиным, Алексеем Черновым и Валерием Веселовым, составил 3,5 миллиарда рублей
В СМИ появлялись сообщения о том, что Гайзера могут обвинить в злоупотреблении должностными полномочиями из-за выделения участка земли в центре Сыктывкара под строительство. Экс-главу республики подозревали и в даче взятки мэру Сыктывкара, но соответствующее уголовное дело было закрыто 2 февраля 2017 года.
Суд начался в конце 2017 года. В ходе процесса обвинение и свидетели говорили о многомиллионных выплатах Гайзеру и его подчинённым, о взятках, дорогих подарках, незаконном давлении на СМИ и многих других преступлениях. Гайзер свою вину отрицал, называя направленные против него показания оговором. Он заявил, что выборы 2014 года считал для себя последними и готовился передать власть в республике своему преемнику. Прокурор запросил для Гайзера 21 год лишения свободы. Однако суд оправдал всех фигурантов процесса, включая Гайзера, по статье об организации преступного сообщества; с обвинениями во взятках, мошенничестве и легализации преступных доходов он согласился. 10 июня 2019 года Гайзер был осуждён Замоскворецким судом Москвы на 11 лет заключения в колонии строгого режима и 160 миллионов рублей штрафа. Этот приговор был обжалован и защитой (она требовала оправдания по всем пунктам), и обвинением (как слишком мягкий). Однако Мосгорсуд утвердил решение первой инстанции.
В марте 2020 года «Корпорация по развитию Республики Коми» подала против Гайзера и других осуждённых иск о возмещении ущерба; сумма иска неизвестна, но прежде речь шла об ущербе в 64 миллиона рублей. Права на птицефабрику «Зеленецкая» в июне 2020 года окончательно вернули прежнему владельцу — региону.
Гайзер отбывает наказание в одной из колоний Тверской области, в городе Ржев. В начале 2020 года в СМИ появлялась информация о том, что его избили, однако глава региональной ОНК (Общественной наблюдательной комиссии) это опроверг. По его словам, экс-глава Республики Коми доволен условиями содержания.

## Состояние здоровья
Вскоре после задержания Гайзера стало известно о целом ряде его заболеваний. По словам самого Вячеслава Гайзера, он страдает воспалением глаз и суставов. Также у него выявлены панкреатит, проблемы с щитовидной железой, язвенная болезнь.
25 ноября 2019 года Вячеслав Гайзер был госпитализирован в критическом состоянии из СИЗО «Лефортово» с подозрением на острый сердечный приступ. Состояние бывшего губернатора удалось стабилизировать в течение суток.

## Личная жизнь и семья
- Жена — Наталья Гайзер, работала в подразделении Госнаркоконтроля по Республике Коми[66].
  - Дочь Яна родилась 22 июня 1992 года, в 2009 году окончила с золотой медалью Лицей народной дипломатии в Сыктывкаре, по данным 2011 года училась на факультете управления Российского государственного гуманитарного университета в Москве[66]. С 25 сентября 2014 года проходила аспирантуру в Университете Суррея[67].
  - Сын Дмитрий родился 5 февраля 1994 года, учился в средней школе № 14 («Пушкинская гимназия») Сыктывкара[66].
- Младший брат — Сергей Михайлович Гайзер, начальник отдела реализации ОАО «Коми тепловая компания», представитель компании Webmoney в Республике Коми[66].
- Дядя (брат матери) — Юрий Николаевич Оботуров (род. 1937), доцент кафедры управления социально-культурным сервисом и туризмом Сыктывкарского государственного университета, глава администрации Занулья[68][69][70][71].

В одном из интервью Гайзер рассказал о своём знании языка коми:
Я вырос в Инте, там не было преподавания коми языка, там не было языковой среды. Но я вырос в комиязычной семье. Считаю, что моё несовершенное владение коми языком — это большой недостаток, который ограничивает мою возможность общения с определённой частью жителей республики. Какие-то слова я понимаю, моя мама говорит свободно на коми, мои родные свободно общаются на коми языке. И когда родственники собираются все вместе, между собой они общаются на коми и я, конечно, что-то понимаю.
.

## Награды
Ведомственные награды России
- Почётный знак «За заслуги в развитии физической культуры и спорта» (30 октября 2013 года) — за большой личный вклад в развитие физической культуры и спорта в Российской Федерации, пропаганду здорового образа жизни и в связи с 90-летием со дня образования федерального (государственного) и территориальных органов исполнительной власти в сфере физической культуры и спорта[73];
- Почётная грамота Министерства экономического развития и торговли Российской Федерации (2008 год) — за активное участие в реализации государственного плана подготовки управленческих кадров в Республике Коми[74];
- Благодарность Министерства финансов Российской Федерации (2007 год).

Награды Республики Коми
- Почётная грамота Республики Коми (2008 год);
- Знак отличия «За заслуги перед Республикой Коми» (2006 год).

Награды РПЦ
- Орден святого благоверного князя Даниила Московского III степени (2010 год)[75].